# Santa Catalina (Rómulo Gallegos)
Pour les articles homonymes, voir Santa Catalina.
Santa Catalina est une localité du Venezuela, capitale de la paroisse civile de Rómulo Gallegos de la municipalité de Casacoima dans l'État de Delta Amacuro.

## Géographie
La localité est située sur la rive sud de l'Orénoque et fait face à la pointe orientale de l'île de Tórtola qui occupe le lit du fleuve.